# Église Sainte-Madeleine du Thuel
Pour les articles homonymes, voir Église Sainte-Madeleine.
L'église Sainte-Madeleine du Thuel est une église située à Le Thuel, en France.

## Localisation
L'église est située sur la commune de Le Thuel, dans le département de l'Aisne.